# Wiktor Szyryński
Wiktor Szyryński, także Victor Szyrynski (ur. 10 października 1913 w Sankt Petersburgu, zm. 21 września 2007 w Ottawie) – kanadyjski lekarz psychiatra i psycholog polskiego pochodzenia, oficer armii polskiej i kanadyjskiej, harcmistrz i działacz polonijny w Kanadzie.

## Życiorys
Wczesne dzieciństwo spędził w Finlandii, skąd z rodzicami wrócił do Polski. W 1938 ukończył studia na Uniwersytecie Warszawskim z dyplomem lekarza psychiatry. Starszy asystent na Uniwersytecie Stefana Batorego w Wilnie i aktywny harcerz Okręgu Wileńskiego, po wybuchu II wojny światowej osadzony przez Sowietów w moskiewskich więzieniach Łubianka i Butyrki, a także w Mińsku i Gorkim. W 1941 roku wstąpił do Armii Andersa w ZSRR. Oficer Wojska Polskiego, w II wojnie światowej pełnił funkcję specjalisty-neuropsychologa w 6 batalionie sanitarnym 6 Lwowskiej Dywizji Piechoty. W 1946 r. był wykładowcą Studiów Polonistycznych przy Instytucie Polskim w Bejrucie. Później emigrował do Kanady, gdzie był podpułkownikiem rezerwy Kanadyjskich Sił Zbrojnych i kontynuował karierę naukową.
Autor 65 prac naukowych z zakresu psychiatrii, neurologii, psychologii i higieny psychicznej, związany zawodowo z licznymi ośrodkami naukowymi i akademickimi, przede wszystkim w Ottawie: Uniwersytet Ottawski (profesor zwyczajny psychiatrii na Wydziale Medycznym i na Wydziale Psychologii), Uniwersytet Carleton (profesor), Uniwersytet Saint Paul (profesor i dyrektor Centrum Psychiatrii Pastoralnej). Ponadto w USA pełnił funkcje w Akademii Medycyny Psychosomatycznej (prezes) oraz na Uniwersytecie Północnej Dakoty w Grand Forks (profesor i dyrektor Wydziału Psychiatrii).
Członek-założyciel Kanadyjskiego Towarzystwa Psychiatrycznego. Członek rzeczywisty (Fellow) Królewskiego Kolegium Lekarskiego w Kanadzie, Królewskiego Kolegium Psychiatrycznego w Wielkiej Brytanii, Brytyjskiego Towarzystwa Psychologicznego, Amerykańskiego Kolegium Lekarskiego, Amerykańskiego Towarzystwa Psychiatrycznego, Amerykańskiej Akademii Neurologicznej, Akademii Medycyny Psychosomatycznej. Członek zwyczajny Towarzystwa Badań Naukowych Sigma Xi oraz wielu innych stowarzyszeń naukowych. Konsultant psychiatrii i neurologii szpitali klinicznych w Ottawie. Członek Polskiego Towarzystwa Naukowego na Obczyźnie (od 1985).
Działacz organizacji polonijnych, m.in. przewodniczący Polskiego Instytutu Naukowego w Ameryce (1957-59), członek Kanadyjskiego-Polskiego Instytutu Badawczego w Toronto, członek Stowarzyszenia Polskich Kombatantów w Kanadzie. Jako delegat Naczelnictwa ZHP na Kanadę (1948-58) reanimował polską działalność harcerską w Kanadzie po zakończeniu wojny.

### Odznaczenia
- Krzyż Komandorski Orderu Odrodzenia Polski (1989)[3]
- Krzyż Oficerski Orderu Odrodzenia Polski
- Krzyż Zasługi z Mieczami
- Krzyż Armii Krajowej
- wszystkie odznaczenia Stowarzyszenia Polskich Kombatantów w Kanadzie.
- Kawaler Orderu Św. Grzegorza (Order of St. Gregory the Great)
- Kawaler Orderu Grobu Bożego w Jerozolimie